# Pivovarský rybník u Pihelu
Pivovarský rybník u Pihelu je nedaleko jižní části obce Pihel v severní části Českolipska, asi 1 km od obce Bukovany. Má rozlohu 8 ha, je průtočný a oválný. Je zřejmě nejstarším v celém okolí.

## Základní údaje

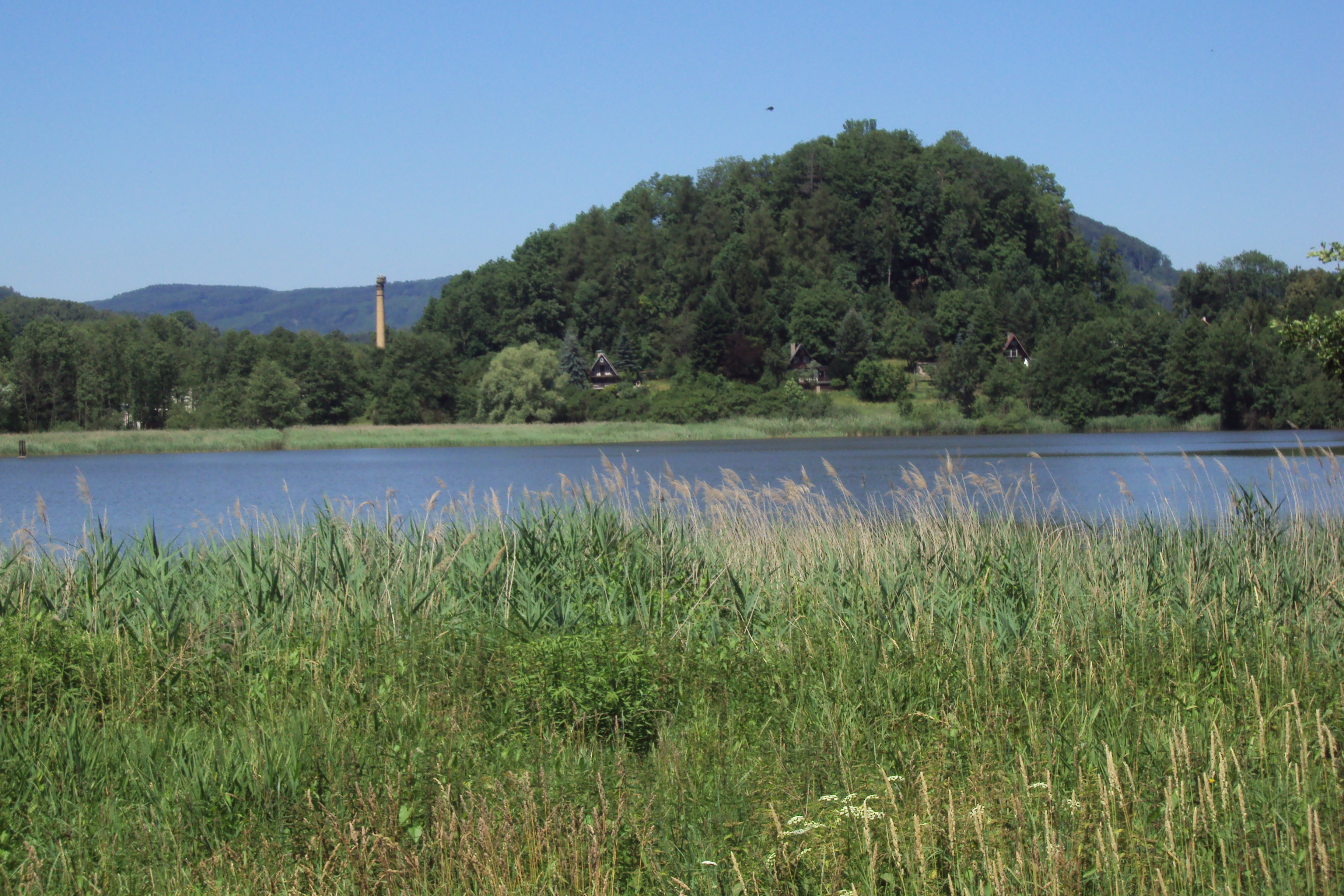
Pivovarský rybník z jihu, za ním Pihelský kopec

Rybník je v severní části okresu Česká Lípa, v Zákupské pahorkatině, podcelku Cvikovská pahorkatina. Je průtočný, napájený Dobranovským potokem, oválný, se třemi zátokami. Z jeho západní strany k němu přiléhá jižní část obce Pihel. Břehy rybníka jsou z části zarostlé. Rozloha je 8 ha. 

## Cestovní ruch
Od západní strany vedou při rybníku místní komunikace. Po nich vede cyklotrasa 3062, po východní straně cyklotrasa 3063. Po břehu je vedena modře značená turistická trasa pro pěší turisty od Sloupu v Čechách na Českou Lípu. Autem je jižně ležící Česká Lípa vzdálená 6 km, Nový Bor směrem na sever 5 km. Na severní straně je při rybníku Pihelský vrch, kde stával hrádek Pihel.

## Galerie

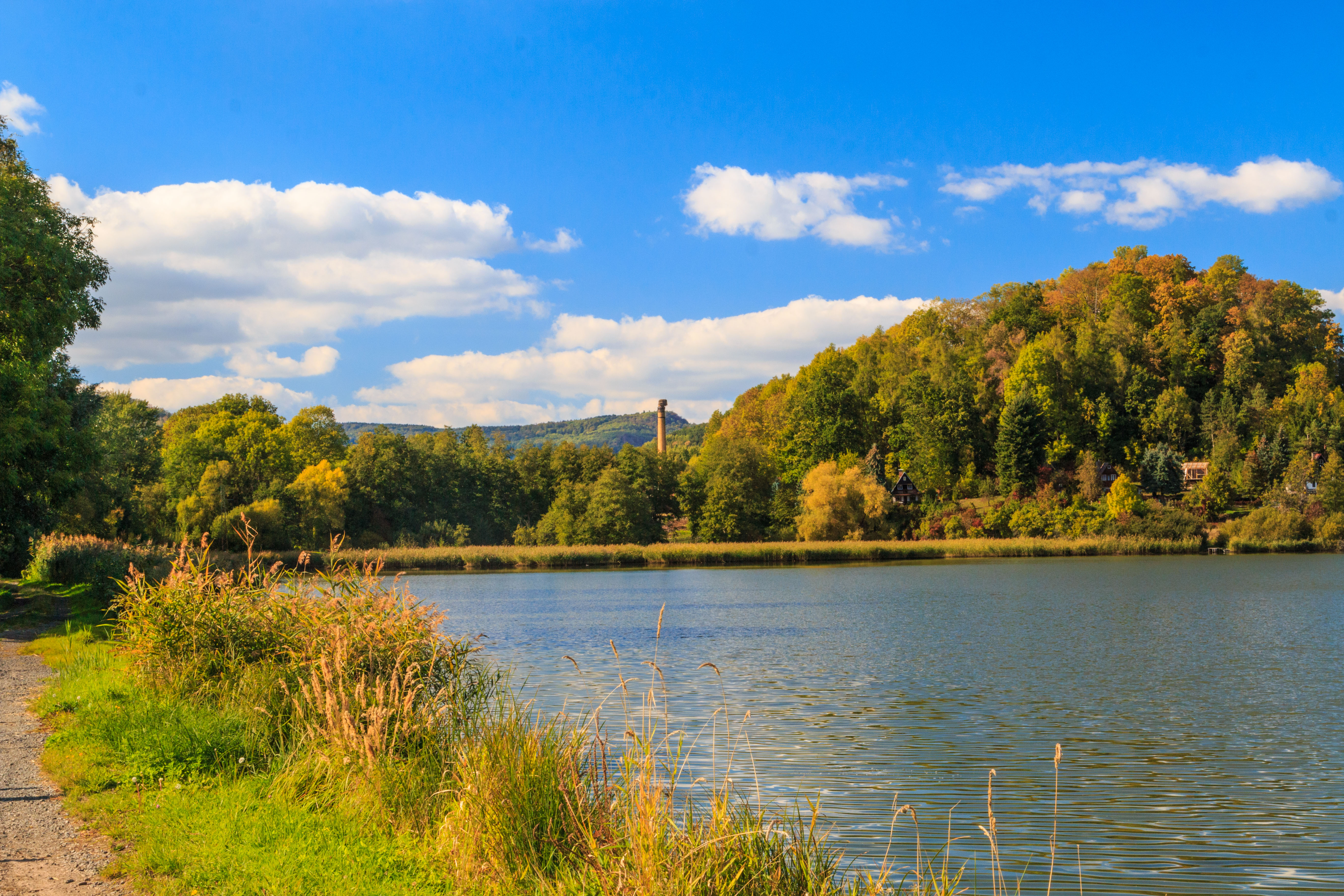
pohled na Pivovarský rybník u Pihelu
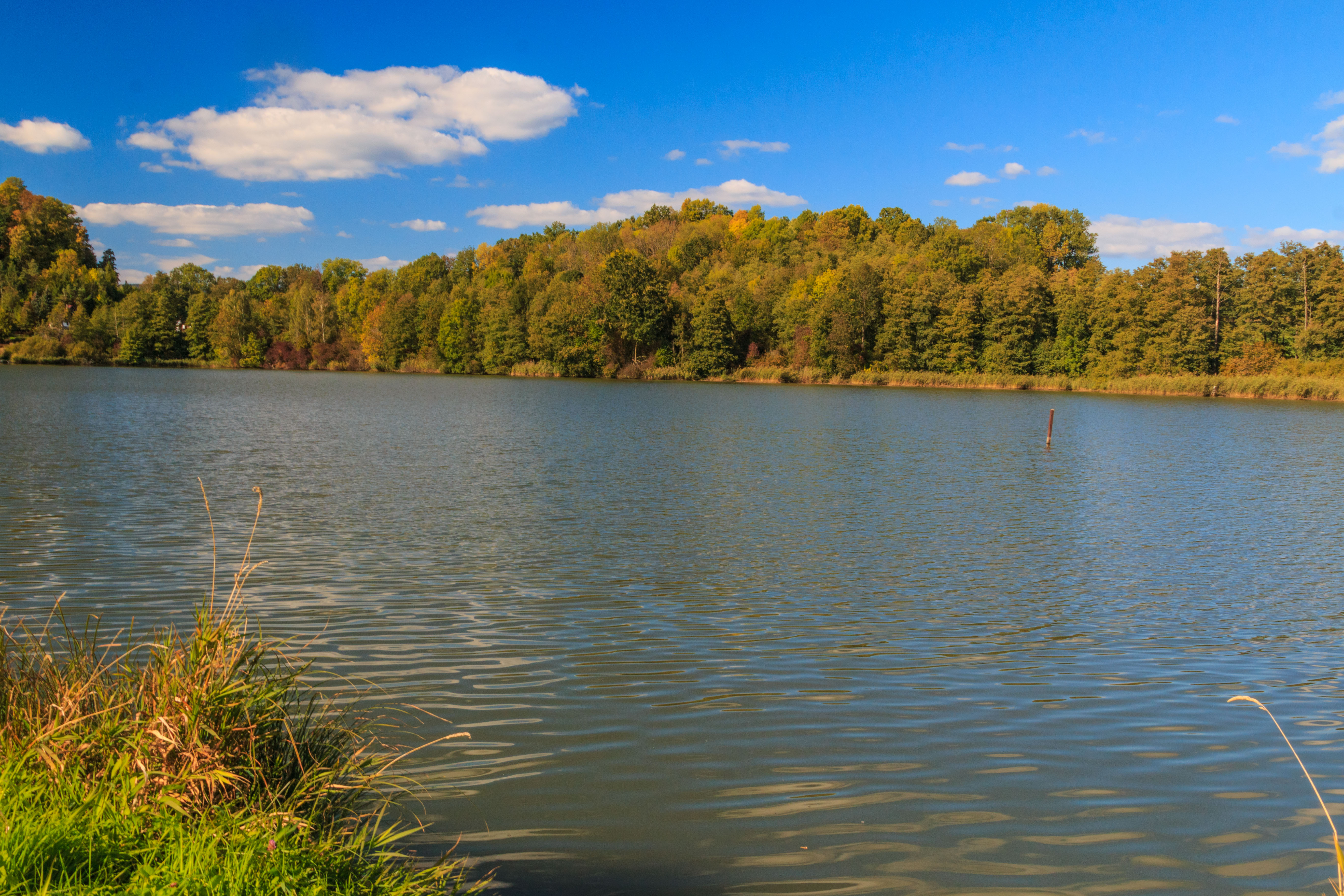
pohled na Pivovarský rybník u Pihelu
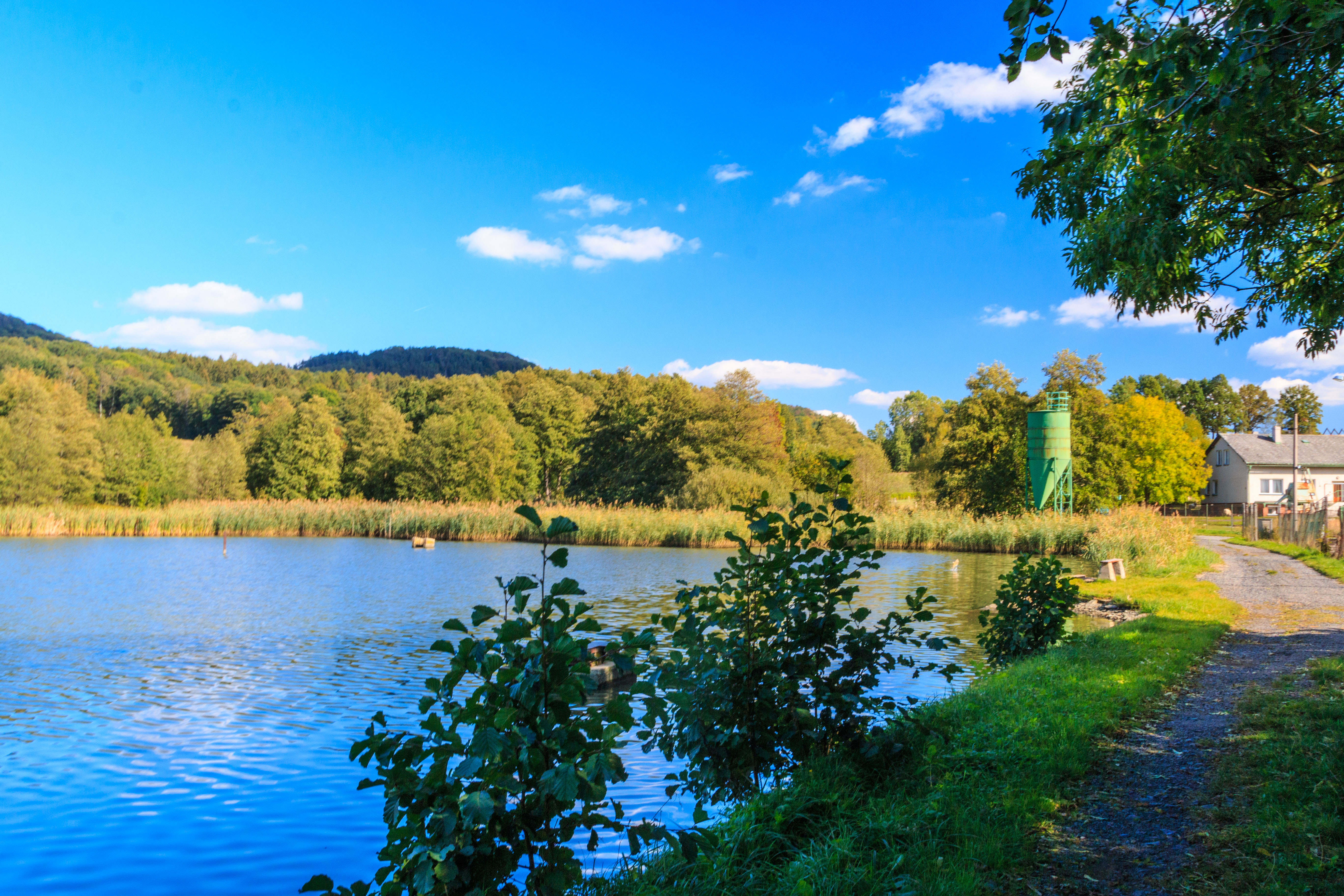
pohled na Pivovarský rybník u Pihelu
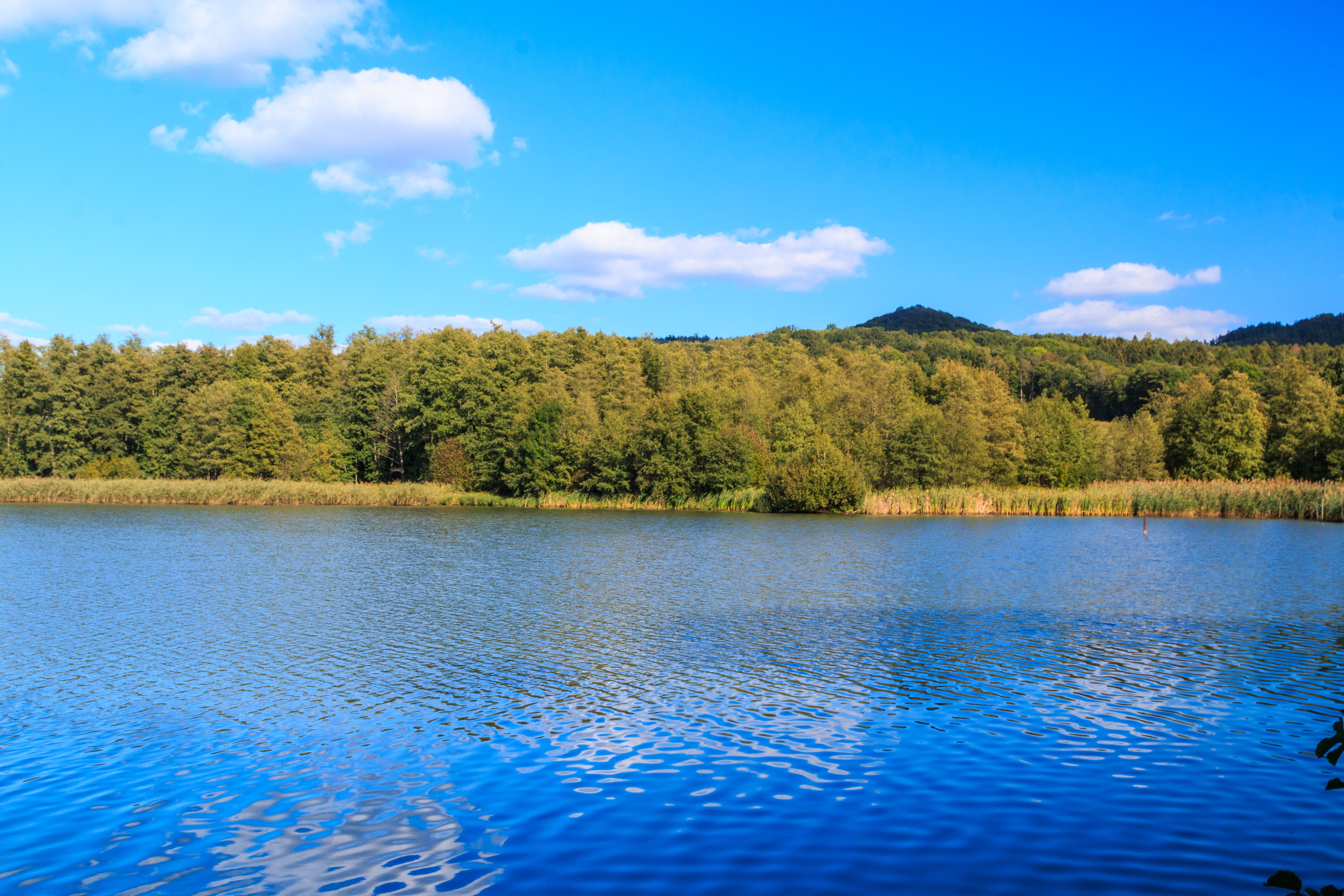
pohled na Pivovarský rybník u Pihelu